# 愛のMelody
「愛のMelody」（あいのメロディ）は、V6の18枚目のシングル。2001年2月28日にavex traxから発売された。

## 解説
カップリングの「Remember」は『学校へ行こう!』唯一の挿入歌。

## 収録曲
1. 愛のMelody [4:53]
作詞・作曲：オオヤギヒロオ
編曲：武藤良明
  - TBS系『学校へ行こう!』テーマソング
  - 前作に引き続き坂本と井ノ原にソロパートがある。
2. Remember [4:22]
作詞・作曲・編曲：TSUKASA
  - TBS系『学校へ行こう!』挿入歌
3. Kick off! [4:04] - Coming Century
作詞・作曲：久米康隆
編曲：久米康隆、鈴木雅也
4. 愛のMelody（カラオケ）
5. Remember（カラオケ）
6. Kick off!（カラオケ）

## 収録アルバム
- 『Volume 6』（#1）
  - アルバムバージョンを収録。（初回限定盤のみメドレーの1曲としても収録。）
- 『Very best II』（#1）
- 『SUPER Very best』（#1）

## 映像作品
- Film V6 act III-CLIPS and more-（#1）
- LIV6（#1）
- 10th Anniversary CONCERT TOUR 2005 "musicmind"（#1）
- V6 LIVE TOUR 2007 Voyager -僕と僕らのあしたへ-（#1）
- V6 LIVE TOUR 2008 VIBES（#1）
- V6 ASIA TOUR 2010 in JAPAN READY?（#1）
- V6 LIVE TOUR 2013 “Oh! My! Goodness!” （#1）
- V6 LIVE TOUR 2015 -SINCE 1995〜FOREVER- （#1）
- LIVE TOUR 2017 The ONES （#1）
- LIVE TOUR V6 groove（#1）